# Nationale 1 1973-1974
La Nationale 1 1973-1974 è stata la 52ª edizione del massimo campionato francese di pallacanestro maschile. La vittoria finale è stata ad appannaggio dell'AS Berck.

## Risultati

### Stagione regolare
|     | Squadra           | G  | V  | N | P  | PF   | PS   | Diff. | Bonus | P.ti | Qualificazione            |
| --- | ----------------- | -- | -- | - | -- | ---- | ---- | ----- | ----- | ---- | ------------------------- |
| 1.  | AS Berck          | 30 | 26 | 0 | 4  | 3002 | 2513 | +489  | 14    | 96   |                           |
| 2.  | SCM Le Mans       | 30 | 18 | 1 | 11 | 2795 | 2490 | +305  | 13    | 80   |                           |
| 3.  | Vichy             | 30 | 18 | 0 | 11 | 2800 | 2745 | +55   | 11,5  | 78,5 |                           |
| 4.  | ASVEL             | 30 | 19 | 0 | 11 | 2692 | 2433 | +259  | 10,5  | 78,5 |                           |
| 5.  | ASPO Tours        | 30 | 17 | 0 | 11 | 2653 | 2496 | +157  | 11    | 77   |                           |
| 6.  | Roanne            | 30 | 16 | 0 | 14 | 2711 | 2680 | +31   | 7,5   | 69,5 |                           |
| 7.  | Olympique Antibes | 30 | 16 | 0 | 14 | 2832 | 2793 | +39   | 7     | 69   |                           |
| 8.  | Denain            | 30 | 15 | 0 | 15 | 2559 | 2592 | -33   | 8     | 68   |                           |
| 9.  | Monaco            | 30 | 16 | 0 | 14 | 2513 | 2603 | -90   | 5,5   | 67,5 |                           |
| 10. | Caen              | 30 | 15 | 1 | 14 | 2734 | 2699 | +35   | 6     | 67   |                           |
| 11. | Challans          | 30 | 13 | 1 | 16 | 2654 | 2761 | -107  | 7     | 64   |                           |
| 12. | Bagnolet          | 30 | 13 | 0 | 17 | 2672 | 2704 | -32   | 7     | 63   |                           |
| 13. | Orthez            | 30 | 12 | 0 | 18 | 2608 | 2756 | -148  | 4     | 58   | retrocesse in Nationale 2 |
| 14. | Nancy             | 30 | 11 | 0 | 19 | 2622 | 2814 | -192  | 4     | 56   | retrocesse in Nationale 2 |
| 15. | Joeuf             | 30 | 8  | 0 | 22 | 2693 | 3012 | -319  | 3     | 49   | retrocesse in Nationale 2 |
| 16. | R.C. de France    | 30 | 4  | 0 | 26 | 2618 | 3067 | -449  | 1     | 39   | retrocesse in Nationale 2 |

| Nationale 1 1973-1974 |
| --------------------- |
| AS Berck 2º titolo    |

## Formazione vincitrice
| N° | Naz.                   | Ruolo | Sportivo          |  | Alt. |  |
| -- | ---------------------- | ----- | ----------------- |  | ---- |  |
|    | Francia (bandiera)     | A     | Didier Dobbels    |  | 196  |  |
|    | Francia (bandiera)     | P     | Pierre Galle      |  | 180  |  |
|    | Francia (bandiera)     | AG    | Yves-Marie Vérove |  | 192  |  |
|    | Stati Uniti (bandiera) | AP    | Ken Gardner       |  | 196  |  |
|    | Francia (bandiera)     | All.  | Jean Galle        |  |      |  |